# Operazione Wigwam
Il test nucleare denominato operazione Wigwam si riferisce alla detonazione nucleare condotta dagli Stati Uniti d'America il 14 maggio 1955 nell'Oceano Pacifico, all'incirca 800 km a sud-ovest dalla costa di San Diego, in California.

## Storia
L'operazione, che si colloca cronologicamente tra due serie di test nucleari svolte nel sito di test del Nevada, ossia l'operazione Teapot e l'operazione denominata Project 56, fu svolta utilizzando una bomba atomica modello Mark 90 soprannominata Betty, ed ebbe lo scopo di determinare la vulnerabilità dei sottomarini alla detonazione di un'arma nucleare in acque profonde nonché di valutare l'impiego di tali armi proprio come armi di profondità.

L'operazione coinvolse oltre 6 800 persone, dislocate a bordo di 30 navi; in particolare il comandante in capo dell'operazione, l'ammiraglio John Sylvester, era imbarcato sulla USS Mount McKinley, che funse appunto da nave ammiraglia.

L'operazione Wigwam fu il primo test atomico in acque profonde e rimane l'unico ad essere stato condotto a profondità superiori ai 300 m.

## Il test

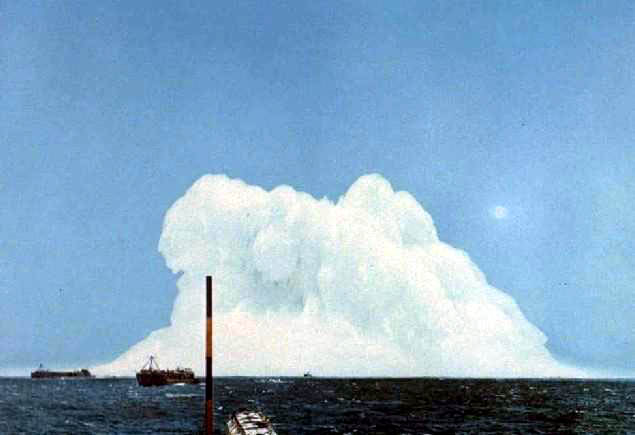
L'ondata causata in superficie dall'esplosione dell'ordigno nucleare testato nell'operazione Wigwam.

L'ordigno da far detonare, una bomba Mark 90, fu agganciato a una chiatta con un cavo e calato in mare fino a una profondità di circa 610 m (2 000 piedi), mentre un cavo da rimorchio lungo poco meno di 10 km collegava la chiatta al rimorchiatore di classe Cherokee USS Tawasa. Sospesi dai cavi di altri rimorchiatori situati nei dintorni pendevano invece, a ben determinate profondità, tre sottomarini privi di equipaggio chiamati "Squaws", ognuno rivestito di telecamere e strumenti per la telemetria. Il tutto era stato organizzato a 800 km dalla costa californiana, in un luogo scelto in base a uno studio della Scripps Institution of Oceanography, che aveva definito quella zona un "deserto biologico".
L'ordigno fu fatto esplodere alle 13:00 PST e rilasciò una potenza pari a 30,0 kt, movimentando in tutto, si stima, circa 9 miliardi metri cubi d'acqua, che fu resa radioattiva.
L'equipaggiamento atto alla misurazione diretta della bolla generata dall'esplosione sottomarina non era operativo al momento dello scoppio ma, basandosi su altre misurazioni, fu possibile calcolare che il raggio massimo della bolla fosse stato di 114,6 m con un periodo di pulsazione pari all'incirca a 2,83 secondi.

## Onda sonora sottomarina
L'onda sonora sottomarina generata dallo scoppio di Betty fu registrata da idrofoni posti sul fondale presso le basi navali di Point Sur e Point Arena, sulla costa californiana, e presso la baia di Kāneʻohe, sulla costa di Oahu, nelle Hawaii, dove arrivò dopo essere stata riflessa dalle varie formazioni geografiche (isole, montagne sottomarine, ecc...) presenti nei bacini pacifici e dove fu captata per ore. I segnali sonori, alcuni dei quali si propagarono per oltre 20000 km, diedero l'opportunità di effettuare alcune delle prime misurazioni dell'attenuazione sottomarina del suono a basse frequenze.

## Test
| Nome   | Data e ora (UT)            | Fuso orario locale | Sito                                                            | Altitudine + quota | Modalità, Scopo               | Tipo di ordigno                      | Potenza | Fallout | Fonti             | Note |
| ------ | -------------------------- | ------------------ | --------------------------------------------------------------- | ------------------ | ----------------------------- | ------------------------------------ | ------- | ------- | ----------------- | --- |
| Wigwam | 14 maggio 1955, 20:00:00,0 | PST (-8 ore)       | Oceano Pacifico, al largo della California 28.7333°N 126.2667°W | 0-610 m            | subacqueo, effetto delle armi | Bomba di profondità Mk-90 B7 "Betty" | 30,0 kt |         | [ 6 ] [ 7 ] [ 8 ] | Esplosione in acque profonde atta a valutare la contaminazione superficiale, la resistenza di scafi sottomarini appositamente realizzati e la resistenza all'onda creatasi di navi da guerra appositamente rafforzate. |

1. ↑  Gli Stati Uniti d'America, la Francia e il Regno Unito chiamano ogni loro singolo test con un nome in codice, mentre Unione Sovietica e Cina, salvo rari casi, non lo fanno, quindi i loro test sono identificati solo da numeri. Un trattino seguito da un numero indica un membro di un test a salve.
2. ↑  Per convertire l'ora universale in ora locale, si deve aggiungere alla prima il numero tra parentesi.
3. ↑  Nome del luogo e corrispettive coordinate. Nel caso di test missilistici, viene indicato il luogo di lancio del missile prima del luogo della detonazione. Mentre alcune località possono essere indicate con sicurezza, nel caso, ad esempio, di esplosioni in alta atmosfera, le indicazioni possono essere piuttosto inaccurate.
4. ↑  Con "altitudine" si intende l'altezza rispetto al livello del mare del terreno posto direttamente sotto l'esplosione, mentre con "quota" si intende la distanza tra tale punto e l'esplosione. Nel caso di test missilistici, il livello del terreno è indicato con "N/A". L'assenza di numeri o altre indicazioni sta a significare che il valore è sconosciuto.
5. ↑  L'energia liberata espressa in chilotoni e megatoni.
6. ↑  L'emissione nell'atmosfera circostante di neutroni pronti, laddove conosciuta. Se specificato, l'unico isotopo misurato è stato lo iodio-131, altrimenti significa che la ricerca è stata fatta per ogni isotopo.